# Viken (Landschaft)

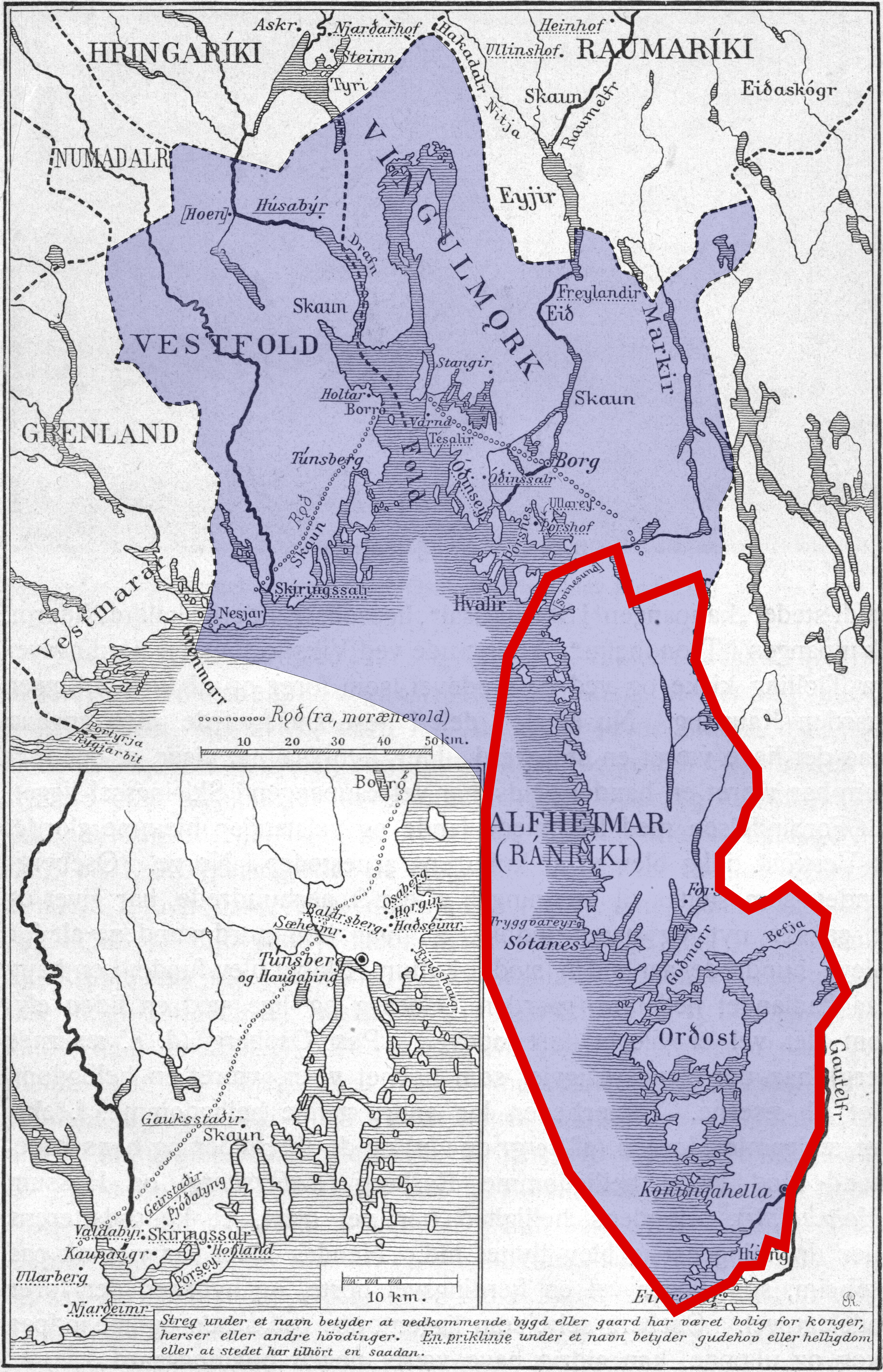
Viken mit den Fylken (Provinzen) Vestfold, Vingulmark und Ránrike

Viken oder Vika (deutsch: Bucht) ist der historische Name des Gebietes um den Oslofjord im Südosten Norwegens und im Westen Schwedens. Seit dem Mittelalter bezeichnet Viken nur Bohuslän im heutigen Schweden.
Während der Wikingerzeit umfasste Viken die historischen Provinzen Vestfold, Vingulmark und Ránrike. Vestfold ist weitgehend mit dem modernen Landschaft Vestfold identisch, umfasst jedoch auch die Küstengebiete von Buskerud. Vingulmark umfasst Teile der Landschaften Akershus und Østfold sowie kleinere Küstengebiete des modernen Buskerud. Ránrike ist weitgehend mit dem nördlichen Bohuslän (heute Schweden) identisch, umfasst aber auch kleinere Teile des modernen Landschafts Østfold. Im Spätmittelalter wurde Viken Lehen Teil von Bohuslän.
In Schweden bezieht sich der Name Viken bis heute auf Bohuslän. In Norwegen wurde der Begriff „Viken“ im modernen (politisch-bürokratischen) Sprachgebrauch seit der Jahrtausendwende als Bezeichnung für die Gegend um den Oslofjord mit sehr unterschiedlichen Definitionen wiederbelebt und beschreibt u. a. den inneren Oslofjord mit den Kommunen Asker, Bærum und Oslo. Diese (neue) Verwendung des Namens Viken wurde als unhistorisch und mit der historischen Region Viken ohne Verwandtschaft kritisiert.
Sprachgeschichtlich gesehen besteht möglicherweise ein Zusammenhang zum Wort Wikinger als einer „Person von Viken“.